# Breda Pečan
Breda Pečan, slovenska političarka, poslanka in biologinja, * 2. oktober 1946, Ljubljana.

## Življenjepis
Leta 1992 je bila izvoljena v 1. državni zbor Republike Slovenije; v tem mandatu je bila članica naslednjih delovnih teles:
- Komisija za lokalno samoupravo (predsednica; od 21. decembra 1994),
- Komisija za lokalno samoupravo (do 21. decembra 1994),
- Komisija za evropske zadeve,
- Komisija za volitve, imenovanja in administrativne zadeve,
- Komisija za spremljanje in nadzor lastninskega preoblikovanja družbene lastnine,
- Komisija za lokalno samoupravo (do 21. decembra 1994),
- Odbor za kmetijstvo in gozdarstvo in
- Preiskovalna komisija za parlamentarno preiskavo o vpletenosti in odgovornosti javnih funkcij v zvezi z najdbo orožja na mariborskem letališču.

Breda Pečan, članica stranke Socialnih demokratov, je bila leta 2004 drugič izvoljena v Državni zbor Republike Slovenije; v tem mandatu je bila članica naslednjih delovnih teles:
- Komisija po Zakonu o nezdružljivosti opravljanja javne funkcije s pridobitno dejavnostjo (namestnica člana),
- Komisija za narodni skupnosti,
- Odbor za lokalno samoupravo in regionalni razvoj,
- Komisija za nadzor proračuna in drugih javnih financ (podpredsednica) in
- Odbor za visoko šolstvo, znanost in tehnološki razvoj.

Na državnozborskih volitvah leta 2011 je kandidirala na listi SD.